# Akelius Residential Property
Akelius Residential Property AB, fram till våren 2014 Akelius Fastigheter, är ett internationellt noterat bostadsbolag som äger 19 000 hyresrätter med ett marknadsvärde om EUR 7 miljarder. 
Huvudägare är en stiftelse för välgörenhet, Akelius Foundation, skapad av entreprenören Roger Akelius. Akelius Foundation är en stor givare till UNICEF och SOS Barnbyar.
Bolaget investerar i fastigheter i närhet av grönområden med goda förbindelser och låg kriminalitet som genererar stabila och växande hyresintäkter. Bolaget äger hyresrätter i England, Kanada, USA och Frankrike. Fastigheterna är koncentrerade till storstäder som London, Paris, New York, Boston, Washington DC, Toronto, Montreal.
De första fastigheterna köptes 1994.

## Börsnoteringen
I oktober 2019 emitterade Akelius stamaktier av serie D för 385 miljoner euro som noterades på Nasdaq First North Growth Market i Stockholm.
De preferensaktier som Akelius emitterade i maj och september 2014, löstes in i december 2019 och Akelius har därmed inga utestående preferensaktier längre.
I februari 2025 lämnade Akelius Apartments ett uppköpserbjudande till D-aktieägarna i Akelius Residential Property. Erbjudandet fullföljdes i slutet av mars 2025 och aktien avnoterades den 7 april 2025.

## Historia
1994 förvärvade bolaget de första bostadsfastigheterna i Helsinborg, Göteborg och Trollhättan. Bolaget såg en snabb tillväxt under 2001 när det förvärvade fastigheter till ett värde av 3 miljarder kronor.  Akelius Residential Property AB förvärvade sina första fastigheter utanför Sverige i Berlin och Hamburg 2006, och 2007 donerade Roger Akelius sina Aktier i Akelius Apartment Ltd till Akelius Foundation, som indirekt blev huvudägare i bolaget. Bolaget fortsatte att expandera åren efter ägarbytet, med förvärv i Toronto, London, Paris, Montreal, New York och Köpenhamn. 2021 sålde Akelius Residential Property AB alla sina fastigheter i Skandinavien och Tyskland för att fokusera på andra marknader. I slutet av 2021 och 2022 förvärvade man sina första fastigheter i Austin, Quebec City och Ottawa.